# 山都町
山都町（日语：／ Yamato chō */?）是位于日本熊本縣東部山區的行政區劃，轄區位於阿蘇火山臼南側外輪山之中，南側可接至九州山地，其位置也相當於整個九州島的正中心。
町內西北部設有屬於陸上自衛隊的大矢野原演習場，在2022年是美日的聯合軍演「東方之盾22」所使用的演習場之一。

## 人口
| 山都町人口分布圖 |                                               |  |
| 山都町與日本全國年齡別人口分布比較圖 （2005年資料） | 山都町的年齡、男女別人口分布圖 （2005年資料） |  |
| ■紫色是山都町 ■綠色是全国 | ■藍色是男性 ■紅色是女性                       |  |
| 山都町人口變化 \| 1970年 \| 30,607人 \| \| \| 1975年 \| 27,461人 \| \| \| 1980年 \| 26,336人 \| \| \| 1985年 \| 25,282人 \| \| \| 1990年 \| 23,503人 \| \| \| 1995年 \| 21,746人 \| \| \| 2000年 \| 20,333人 \| \| \| 2005年 \| 18,761人 \| \| \| 2010年 \| 16,981人 \| \| \| 2015年 \| 15,149人 \| \| \| 2020年 \| 13,503人 \| \| |                                               |  |
| 資料來源：日本總務省統計中心提供之人口普查數據 |                                               |  |
| 1970年 | 30,607人                                      |  |
| 1975年 | 27,461人                                      |  |
| 1980年 | 26,336人                                      |  |
| 1985年 | 25,282人                                      |  |
| 1990年 | 23,503人                                      |  |
| 1995年 | 21,746人                                      |  |
| 2000年 | 20,333人                                      |  |
| 2005年 | 18,761人                                      |  |
| 2010年 | 16,981人                                      |  |
| 2015年 | 15,149人                                      |  |
| 2020年 | 13,503人                                      |  |

## 歷史
過去在令制國時代屬於肥後國，現在的西部區域屬益城郡，東半部屬阿蘇郡；過去在16世紀前曾是阿蘇神社大宮司家族阿蘇氏的主要據點，並在此建立了濱之館作為其居城，直到16世紀末遭島津氏滅亡。
17世紀進入江戶時代後成為熊本藩的領地，在益城郡被分割為上益城郡和下益城郡後隸屬上益城郡；19世紀明治維新施行廢藩置縣後隸屬熊本縣。
1889年日本實施町村制時，現在的山都町在當時分屬濱町村、下矢部村、白糸村、御岳村、中島村、名連川村、朝日村、馬見原町、菅尾村、柏村、小峰村，共11個行政區劃；經過1950年代昭和大合併時期的整併後，成為位於西側的矢部町、位於中間的清和村、位於東側的蘇陽町三個行政區劃。
2000年代日本政府開始推動平成大合併時，這三個行政區劃再次進行整併，於2005年合併為現在的山都町。

### 變遷表
| 1889年4月1日 | 1889年 - 1944年   | 1945年 - 1954年   | 1955年 - 1964年         | 1965年 - 1988年      | 1989年 - 現在        | 現在                 |
| ------------ | ----------------- | ----------------- | ----------------------- | -------------------- | -------------------- | -------------------- |
| 濱町村       | 1912年4月1日 濱町 | 1912年4月1日 濱町 | 1955年2月1日 矢部町     | 矢部町               | 2005年2月11日 山都町 | 2005年2月11日 山都町 |
| 下矢部村     |                   |                   | 1955年2月1日 矢部町     | 矢部町               | 2005年2月11日 山都町 | 2005年2月11日 山都町 |
| 御嶽村       |                   |                   | 1955年2月1日 矢部町     | 矢部町               | 2005年2月11日 山都町 | 2005年2月11日 山都町 |
| 白糸村       |                   |                   | 1955年2月1日 矢部町     | 矢部町               | 2005年2月11日 山都町 | 2005年2月11日 山都町 |
| 中島村       | 中島村            | 中島村            | 1957年4月1日 併入矢部町 | 矢部町               | 2005年2月11日 山都町 | 2005年2月11日 山都町 |
| 名連川村     |                   |                   | 1957年4月1日 併入矢部町 | 矢部町               | 2005年2月11日 山都町 | 2005年2月11日 山都町 |
| 朝日村       | 朝日村            | 朝日村            | 1956年7月1日 清和村     | 1956年7月1日 清和村  | 2005年2月11日 山都町 | 2005年2月11日 山都町 |
| 小峰村       |                   |                   | 1956年7月1日 清和村     | 1956年7月1日 清和村  | 2005年2月11日 山都町 | 2005年2月11日 山都町 |
| 馬見原町     | 馬見原町          | 馬見原町          | 1956年9月30日 蘇陽町    | 1956年9月30日 蘇陽町 | 2005年2月11日 山都町 | 2005年2月11日 山都町 |
| 菅尾村       |                   |                   | 1956年9月30日 蘇陽町    | 1956年9月30日 蘇陽町 | 2005年2月11日 山都町 | 2005年2月11日 山都町 |
| 柏村         |                   |                   | 1956年9月30日 蘇陽町    | 1956年9月30日 蘇陽町 | 2005年2月11日 山都町 | 2005年2月11日 山都町 |

## 行政

### 歷任首長
| 屆         | 任 | 姓名     | 上任日期      | 卸任日期      | 備註     |
| ---------- | -- | -------- | ------------- | ------------- | -------- |
| 1          | 1  | 甲斐利幸 | 2005年3月6日  | 2009年3月5日  |          |
| 2          | 1  | 甲斐利幸 | 2009年3月6日  | 2013年3月5日  |          |
| 3          | 2  | 工藤秀一 | 2013年3月6日  | 2017年3月5日  |          |
| 4          | 3  | 梅田穰   | 2017年3月6日  | 2021年3月5日  |          |
| 5          | 3  | 梅田穰   | 2021年3月6日  | 2024年5月27日 | 因病辭職 |
| 6          | 4  | 坂本靖也 | 2024年6月24日 | 現任          |          |
| 參考資料： |    |          |               |               |          |

## 交通
山都町內並沒有鐵路通過，對外交通仰賴熊本巴士的客運路線，可以經御船町或美里町進入熊本市市區；在町內則有山都町委託經營的山都交流巴士，分別以濱町、蘇陽町為中心，開設約二十條的路線連結町內各地。
計畫要東西橫貫整個九州中央的九州中央自動車道目前已自九州自動車道的嘉島系統交流道往東開通至山都町西側與御船町交界處，並設有山都中島西交流道，預計2023年完成將會繼續往東接至町內最主要聚落濱町；未來也將規劃繼續往東延伸至宮崎縣內，可經五瀨町、高千穗町、日之影町接至延岡市，並可直接接入東九州自動車道。

### 道路
高速道路
- 九州中央自動車道：（御船町） - 山都中島西交流道（日语：山都中島西インターチェンジ）

## 觀光資源

### 名勝、古蹟
矢部地區
- 通润桥

清和地區
- 清和文樂館
- 清和高原天文台

蘇陽地區
- 蘇陽峡
- 幣立神社

### 祭事、活動
矢部地區
- 八朔祭

清和地區
- 文樂之里

蘇陽地區
- 火伏地藏祭
- 夜渡神樂

## 教育
過去町內原本有熊本縣立蘇陽高等學校及熊本縣立矢部高等學校兩所高等學校，不過在2000年代熊本縣政府因應少子化開始規劃兩校的整併，最終於2010年完成整併，並繼續採用「熊本縣立矢部高等學校」為新學校的校名，目前開設食農科、林業科及普通科的課程。

## 本地出生的名人
- 伴都美子：歌手、大無限樂團主唱
- 山下泰裕：柔道選手

## 外部連結
- （日語） 熊本縣山都町的Facebook專頁
- （日語） 熊本縣山都町的X（前Twitter）
- （日語） 山都町的Instagram帳戶
- （日語） YouTube上的山都町山都創造頻道
- （日語） 山都的寶藏 （页面存档备份，存于） - 山都町的農産物情報